# Хаджи-Давуд
Ал-Хаджжи́ Даву́д-эфенди ибн Мухаммад-хан (Мехмед-хан) ал-Джаба́ли ал-Мушкури ад-Даги́стани или Дауд-бек Лезгинский (лезг. Гьажи Дауд; 1680, Дедели Мушкурского уезда, ныне Хачмазский район, Азербайджан или Джаба, ныне Ахтынский район, Дагестан — ок. 1735—1736, Гелиболу) — военный предводитель дагестанцев, лезгинский князь, руководитель антииранских восстаний в Дагестане и Ширване (1707—1723), глава теократического государства в Ширване. Мусульманский богослов, имам, поэт, факих, мударрис, автор фетвы. Носил титул «Хан Крымский». Хан Шемахинский. Правитель Джара.

## Биография
Родился в 1680 году в селе Дедели Мюшкюрского уезда. Лезгин. 
Уже в источниках 1710—1720-х годов он упоминается как «бек и лезгинский владелец».
Владел лезгинским, арабским, тюркским и персидским языками. После совершения паломничества в Мекку, получив титул Хаджи и позже стал имамом в Лезгистане и Ширване. Имел репутацию улема, владеющего обширными познаниями в исламе, поскольку право выносить фетвы в мусульманском мире обладают только улемы самого высокого уровня — муджтахиды.

## Начало и первый этап восстания
В начале XVIII века усиление налогового гнёта и всевозрастающий произвол персидской администрации явились главными предпосылками, вызвавшими массовые народные волнения на территории Восточного Кавказа (подразумевается юго-восточная территория современного Дагестана и северо-восточная территория современного Азербайджана). В целях пополнения казны шахское правительство ввело новые налоги и подати. Армянский католикос Есаи Гасан-Джалалян пишет: 
Если в 1698—1701 годах было проведено очень резкое увеличение налогов и податей и уже в 1702 году они взимались во вновь назначенном размере, то не прошло и года, как шах ввёл в стране новые налоги.
Вдобавок ко всему, в 1705—1707 годах кызылбаши-шииты развязали террор против суннитов.

Вначале негодование народных масс против кызылбашского и персидского засилья выражалось пассивно. Посетивший в начале XVIII века Ширван иезуит Иоанн Баптист Ламан писал:
…крестьяне до такой степени угнетены, что все почти подумывают уходить из города, и если бы у них было в виду какое-нибудь безопасное убежище, то решительно ни один бы не остался.
 Постепенно народное недовольство нарастало и вылилось в вооружённые столкновения. В 1707 году в Джаро-Белоканах вспыхнуло восстание против кызылбашей. Горцы взяли и разграбили Шемаху — резиденцию ширванского беглербека Хасан-Али-хана, а его самого убили.
В 1711 году в Джаро-Белоканах вновь начались антиперсидские и антикызылбашские выступления. Восстание охватило Табасаран, Самурскую долину, Ширван и Шеки.
В этот период Хаджи-Давуд упоминается также и как духовный учитель или глава суннитского духовенства Лезгистана. Он сумел объединить разрозненные отряды восставших и возглавил восстание.
В поисках союзников Хаджи-Давуд отправился в Дагестан, где сумел привлечь на свою сторону некоторых горских феодалов, в частности Али-Султана Цахурского, Ахмед-хана Кайтагского, Сурхай-хана I Газикумухского.
В 1711 году Хаджи-Давуд овладел такими крупными ширванскими городами, как Шабран и Худат — столица Кубинского ханства. Кубинский хан Султан-Ахмад-хан, являвшийся шиитом, и все его родственники были казнены. Приверженцам Султан-Ахмад-хана удалось спасли только его малолетнего сына Хусейн-Али-хана. Осенью Хаджи-Давуд, объединившись с войсками союзников, осадил Шемаху, но, встретив сильное сопротивление, вынужден был снять осаду.
Весной 1712 года объединённые отряды Хаджи-Давуда и Сурхай-хана I вновь подошли к Шемахе. Шемахинский беглербек Хасан-хан со своим войском сделал вылазку, намереваясь разбить повстанцев в открытом бою. В ходе завязавшегося недалеко от города ожесточённого сражения сефевидские войска потерпели полное поражение: часть персидско-кызылбашского войска была истреблена прямо на поле боя, а другая обратилась в бегство, погиб и сам беглербек. Преследуя отступавших, повстанцы ворвались в город.

О взятии Шемахи было опубликовано в манифесте Петра I 1712 года таким образом: 
В 1712 году владелец лезгинский Дауд-бек и владелец казикумухский Сурхай взбунтовавшись против шаха, государя своего, город Шемаху приступом взяли и русских людей, там торговавших, порубили и имения их на четыре миллиона рублей похитили.
 Овладев Шемахой, повстанцы, придерживаясь в этот период тактики неожиданных нападений на сефевидские города и укрепления, не позаботились о закреплении города за собой. Но восстание продолжалось, о чём свидетельствовали участники посольства А. П. Волынского в Персию в 1715—1719 годах.
В другом манифесте говорится:
Государь издал манифест о причинах войны и о походе своём на возмутившихся против шаха владельцев Лезгистана и Кази-Кумуха.
Мятежники Дауд бег и Сурхай отважились сразиться при Утемише, но были разбиты…

В исторической литературе отмечается, что "Сурхай-хан и Хаджжи-Давуд стали откровенными агентами османской Турции".

## Второй этап восстания
Сефевидские власти, в свою очередь, принимали отчаянные меры для подавления всё более разгоравшегося восстания. В конце 1719 года им даже удалось схватить Хаджи-Давуда и заключить его в дербентскую тюрьму, откуда он вскоре сумел бежать. Опыт первых лет борьбы с персами научил его критически оценивать достигнутые успехи и тщательно готовить военные операции. Об этом событии пишет русский историк XVIII века, П. Бутков:
Товарищ Сурхая в прежних разбоях, лезгинский старшина Дауд-бег, ушел в сие время из по стражи, из Дербента....
Антисефевидская пропаганда Хаджи-Давуда возымела своё действие. Во главе со своими старшинами прибыли отряды из Кюры, Табасарана, Самурской долины, Цахура, Джаро-Белокан, Шеки, Барды и ряда других мест. В антиперсидскоское движение были втянуты и некоторые ширванские феодалы, в частности куткашенский мелик Ибрагим, родственники которого были казнены по приказу шаха.
В июне 1720 года войско Хаджи-Давуда осадило и взяло штурмом Шабран. В июле был взят Худат. Вскоре после этих успехов к Хаджи-Давуду со своими отрядами прибывают Ахмед-хан Кайтагский и Сурхай-хан I Газикумухский. В августе их объединённое войско в третий раз осадило Шемаху, но взять её не смогла. Однако Шемаха была разграблена Дагестанским бунтовщиком Дауд-беком обще с Ханом Казыкумыкским.

Осенью Хаджи-Давуд и Сурхай-хан I выступили в поход на Баку. Но бакинский правитель Дергах-Кули-хан в сражении у «Кровавого холма», недалеко от Баку, нанёс им поражение:
В 20-х годах XVIII века горцы во главе со своими предводителями Давуд-беком и Сурхай-ханом Казикумухским «хотели овладеть Баку, — пишет А. Бакиханов, — но Дергах-хан встретя их скопище у небольшой горы в полмиле от города, разбил его наголову и по сию пору место сие называется в народе Канлытапа....
 В конце осени Хаджи-Давуд направил свои отряды на север, намереваясь взять Кубу и Дербент. Однако и здесь Хаджи-Давуда постигла неудача. Наиб Дербента Имам-Кули-бек сумел должным образом организовать оборону крепости и отбить все атаки. После нескольких недель безуспешных попыток взять город Хаджи-Давуд был вынужден, учитывая к тому же и близость зимы, снять осаду и вернуться в Мюшкюр.
К концу 1720 года восстанием против сефевидского владычества была охвачена большая часть Восточного Кавказа. Персидские войска и кызылбаши практически были заперты в Шемахе, Баку и Дербенте. В отличие от предшествующего периода, повстанцы не ограничивались молниеносными нападениями на города и другие населённые пункты, где была сосредоточена шахская администрация, шииты и кызылбаши. В новых условиях, когда кризис Сефевидского государства достиг дсвоего апогея, стало возможным удерживать за собой занятые населённые пункты и устанавливать на местах свои властные структуры.

Зная об интересах России на Кавказе, Хаджи-Давуд вознамеривался просить помощь у Петра I. С апреля 1721 года Хаджи-Давуд неоднократно обращался к представителям русских властей в Астрахани. В письме к И. В. Кикину — помощнику астраханского губернатора А. П. Волынского, Хаджи-Давуд просил разрешить русским купцам привозить в его владения свинец и железо в обмен на шёлк-сырец. В ответ Волынский обратился с письмом к Хаджи-Давуду, где спрашивал о его желании принять русское подданство, после чего писал Петру I: 
Также кажется мне, и Дауд-бек (лезгинский владелец) ни к чему не потребен, он ответствует мне, что конечно желает служить вашему величеству, однакож чтоб вы изволили прислать к нему свои войска и довольное число пушек, а он отберет города у персиян, и которые ему удобны, то себе оставит (а именно Дербент и Шемаху), а прочие уступает вашему величеству, кои по той стороне Куры-реки до самой Испагани, чего в руках его никогда не будет, и тако хочет, чтоб ваш был труд, а его польза.
 Русское правительство не оказало помощи Хаджи-Давуду.

## Правитель Ширвана
10 августа 1721 года Хаджи-Давуд совместно с Сурхай-ханом I Газикумухским, Али-Султаном Цахурским, Ибрагимом Куткашенским, кайтагцами и другими союзниками вновь осадил Шемаху — главный оплот Сефевидов в Ширване. 25 августа город был взят штурмом. Взятый в плен ширванский беглербек Хусейн-хан был казнён. Было перебито всё шиитское население. Но армян, евреев и иностранцев восставшие не трогали, этот факт признают Есаи Гасан-Джалалян и английский путешественник Джонас Хенвей. Однако были ограблены и убиты 300 русских купцов, по свидетельствам Хенвея, С. Аврамова — русского посла в Персии и И. И. Неплюева — русского посла в Турции, за укрывательство зажиточных шиитов и сопротивление восставшим. В частности, говорится:
После лезгин и казыкумыков, набеги которых на страну в течение 1721 года разорили русские склады и одному только купцу Евреинову причинили убытков на сто семьдесят тысяч рублей.
 В другом источнике говорится:
Свирепые лезгины и казыкумыки разорили ее, причинивъ огромный уронъ русскимъ купцамъ.
 В вопросе об ограблении русских купцов много неясного: большинство специалистов полагает, что это случилось в 1721 году; но некоторые, в том числе современник событий Ф. И. Соймонов, историк XVIII века И. И. Голиков, а также историки XIX века Аббас-Кули-ага Бакиханов и П. Г. Бутков считают, что русские купцы были ограблены во время взятия Шемахи в 1712 году.

Весть о падении Шемахи достигла Исфахана — столицы Сефевидов. Однако шах Солтан Хусейн, в обстановке усиливавшихся народных выступлений, политического и хозяйственного упадка, не мог предпринять каких-либо действенных мер. Есаи Гасан-Джалалян сообщает:
…правители Гянджи и Еревана известили об этом шаха, заявив протест, а сами выступили со всем своим войском и пришли в агванский город Партав на берегу реки Куры. Там собрались ереванский хан со всеми правителями районов, хан гянджинский со всей знатью и остальные с множеством войска до 30 000 человек. Но от царя (шаха) не было войска и никакой им помощи не пришло, ибо он был очень занят и озабочен войной в районах Кандагара. Он только словесно и письменно приказывал им сделать всё что можно.

Осенью 1721 года Хаджи-Давуд разгромил 30-тысячное войско эриванского и гянджинского беглербеков на переправе через Куру:
…подобно опытным охотникам, пришли тихо и бесшумно, собрались на том берегу великой реки и в одну ночь также бесшумно переправились на другой берег… Пока они (персы) медленно готовились, те (лезгины), ударив на них, разбили их, бросившись за ними, погнали их до подножия Карабахских гор к реке Трду и к долине реки Хачен. Таким образом, персы были посрамлены и обманулись в своих ожиданиях, а лезгины, забрав добычу, радостные возвратились к себе. Это случилось осенью 1170 (1721) года.
 После этой победы Хаджи-Давуд взял Барду (Партав) — древнюю столицу Кавказской Албании.

Не получив поддержки России, Хаджи-Давуд вместе с Сурхай-ханом I Газикумухским через крымского хана начал переговоры с турецким султаном. Ещё в сентябре 1721 года Волынский писал Петру I: 
…паче всего опасаюсь и чаю, что они (Хаджи-Давуд и Сурхай-хан), конечно, будут искать протекции турецкой, что им и сделать, по моему мнению, прямой резон есть.
 Русский император поручил Неплюеву потребовать от султана решения не принимать под своё покровительство Хаджи-Давуда. Из письма Петра I канцлеру Г. И. Головкину: 
Господин канцлер! Сего времени получили мы письмо от Волынского из Гребней, что он подлинно получил ведомость из Шемахи, что бунтовщик Дауд-бек послал к салтану Турскому, чтоб его принял в свою протекцию. Чего для вам надлежит отправить куриера в Царь город к резиденту, дабы оной там предложил, чтоб его не принимали под протекцию, объявляя сколько убытку он нам зделал. 22-е февраля 1722 году. Пётр.
 21 апреля 1722 года русский посол в Стамбуле (Константинополе) Неплюев посетил Великого везиря Ибрагим-пашу и заявил ему, что восставшие лезгины напали в Шемахе на русских купцов и разорили их, за что российский царь требует от шаха удовлетворения. Великий везирь подтвердил, что, действительно, повстанцы обращались за помощью к Порте. Однако на доводы, представленные русским послом, в заверил его:
…мы их защищать не будем, пока ваш государь не получит полного удовлетворения.
Весной 1722 года Хаджи-Давуд осадил Гянджу. На помощь городу выступил царь Картли Вахтанг VI, пользовавшийся поддержкой России. Зная об этом, Хаджи-Давуд воздержался от сражения с войском Вахтанга VI и на двенадцатый день снял осаду с Гянджи. Вахтанг VI не стал его преследовать, несмотря на то, что имел неоднократные приказы от шаха выступить на Шемаху, которая стала столицей государства Хаджи-Давуда.
30 мая 1722 года, после 17-дневной осады, Хаджи-Давуд и Ахмед-хан Кайтагский взяли и разграбили Ардебиль.
В октябре Хаджи-Давуд, Сурхай-хан I Газикумухский и Ахмед-хан Кайтагский в течение недели осаждали Дербент, занятый русскими в ходе Персидского похода, и разоряли территорию вокруг него.
31 декабря 1722 года османский султан Ахмед III принял Хаджи-Давуда в османское подданство. Хаджи-Давуд получил от султана жалованную грамоту, по которой он принимался в подданство Порты на правах как у крымского хана. Ему был дарован ханский титул и власть над Ширваном, Шеки, Лезгистаном и Дагестаном в качестве верховного правителя. Хаджи-Давуд, по сообщению Бедреддин Али-бея, также правил знатными людьми Джара.
Весной 1723 года Хаджи-Давуд, Али-Султан Цахурский, Ахмед-хан Кайтагский, Адиль-Гирей Тарковский и джарцы поддержали царя Кахетии Константина II (Махмад-Кули-хана), враждовавшего с царём Картли Вахтангом VI. 4 мая союзники взяли столицу Картли Тбилиси и получили от города выкуп в 60 тысяч туманов.
В это же время, Сурхай-хан I Газикумухский, претендовавший на власть в Ширване и Шеки, при посредничестве Адиль-Гирея Тарковского, с 12 декабря 1722 года вступил в переговоры с Россией, и уже в 1723 году начал войну с Хаджи-Давудом, совершая набеги на его владения.
В конце 1722—1723 годах антисефевидская коалиция горских феодальных владетелей, образовавшаяся благодаря усилиям Хаджи-Давуда, практически распалась. Из крупных феодальных правителей его продолжал поддерживать только Али-Султан Цахурский. В условиях распада антисефевидской коалиции Хаджи-Давуд прилагал усилия для привлечения на свою сторону других феодальных владетелей, подчас прибегая при этом к запугиванию и набегам. В частности, в 1722 и 1723 годах, за отказ выступить против русских войск, были разорены владения табасаранского майсума, в том числе аул Хучни — резиденция последнего.

### Захват Тебриза
По сообщению османского чиновника Бедреддин Али-бея, Хаджи-Давуд захватил Тебриз, но был вынужден отступить из-за недостаточного количества продовольствия. Так, в своем труде «Каиме» он пишет:

Эльхадж Давуд вместе с воинами-суннитами Ширвана и лезгинами прибыл в Тебриз через вышеупомянутую Муганскую степь, и когда, по воле Аллаха Всевышнего захватил [город], решил собрать вместе всех своих товарищей и готов был направиться в Реван, в Эчмиадзин как принял во внимание, что продовольствия в этот благополучный год у них было мало — в окрестных районах был голод — довольствовались судьбой и вернулись обратно— 

## После Константинопольского договора
13 июня 1724 года в Стамбуле (Константинополе) был подписан договор, разделявший Закавказье между Российской и Османской империями: Османская империя признавала за Россией прикаспийские провинции, как добровольно уступленные ей Ираном; Россия признала за Османской империей всё остальное Закавказье.

Важное место в договоре занимал вопрос о Ширване, который должен был представлять собой ханство во главе с Хаджи-Давудом, находящееся в вассальной зависимости от Османской империи. Данный вопрос нашёл своё отражение в 1-й статье договора:
Поелику лезгин ширванские, яко мусульмане, прибегли под протекцию Порты, и Порта приняв их под протекцию постановила над ними ханом Дауд-Бега, и снабдя его на сие достоинство дипломом, определило местом пребывания его город Шемаху.
 Политический статус государства Хаджи-Дауда определялся следующим образом: 
Понеже места в ширванской провинции, принадлежащия к Порте, почитаются особым ханством, того ради, город Шемаха имеет быть пребыванием хана; но город да останется в прежнем состоянии, без всякаго новаго укрепления, и со стороны Порты да не будет в нём гарнизона, и ни же отправлять туда войски, исключая случаев, что или хан взбунтует и выйдет из послушания, или между жителями провинции той окажутся непорядки, вредные интересам Порты, или они предпримут неприятельские действия на принадлежащия царю места и земли; в таких случаях Порта иметь будет право, для пресечения всего того с своей стороны потребное число войск отправить чрез реку Куру, с позволения однакож российских командиров.
 Обе империи официально признали созданное Хаджи-Давудом государство, как отдельное ханство с предоставлением ему внутренней автономии.
Хаджи-Давуд, стремившийся объединить под своей властью весь Ширван, включая, находившиеся под русским контролем, Дербент и Баку, не признавал условий договора и выступал против него.
Сурхай-хан Казикумухский отказался признать Договор, согласно которому Ширван переходил от Персии к Турции. Сурхай-хан требовал у Турции передачи Ширвана под свои владения. Турция отказала, но позднее передала Ширван Сурхай-хану I.
В 1725 году турецкое войско под командованием Сары-Мустафа-паши, вопреки условиям прошлогоднего договора с Россией, вторглась в Ширван. Но Хаджи-Давуд нанёс ему поражение недалеко от реки Кура.
Внешнеполитическая деятельность Хаджи-Давуда в этот период была всецело направлена на обуздание захватнических устремлений соседних держав и обретение независимости. Турки всячески старались использовать его в собственных интересах. Россия также относилась к нему враждебно. Лишившись поддержки и со стороны дагестанских феодальных владетелей, Хаджи-Давуд оказался в полной политической изоляции. Но и в таких условиях он продолжал проводить самостоятельную политику.
Во всех своих действиях Хаджи-Давуд опирался на широкую поддержку населения, причём не не только лезгин, но и других суннитских народов Восточного Кавказа. Но в разорённой войной стране, в условиях разрухи и нищеты, поддержка населения не могла быть бесконечной. Хаджи-Давуд это понимал и делал всё возможное для облегчения тяжёлого положения народа. Для этого нужно было возродить экономику страны, основу которой составляло производство шёлка: восстанавливались шёлковые мануфактуры; возрождалась торговля, о чём свидетельствует И. Г. Гербер. Но на пути хозяйственного возрождения страны стояли немалые трудности: восточные прикаспийские районы Ширвана вместе с такими важнейшими торгово-экономическими центрами, как Баку и Дербент, а также богатыми хлебом провинциями, как Мюшкюр и Шабран, были заняты российскими войсками. Экономическому возрождению страны мешали постоянные происки Турции и набеги со стороны некоторых дагестанских феодалов.
Параллельно с восстановлением экономики Ширвана Хаджи-Давуд заботился и об укреплении своего политического влияния в стране. Суннизм был объявлен государственной религией. Предпринимались меры по созданию новых государственных структур. Россия на занятых ею прикаспийских территориях проводила ярко выраженную антисуннитскую политику, направленную на вытеснение суннитского населения из этих районов: из Баку, Дербента, Мюшкюра, Сальяна и других ширванских провинций, отошедших к России, сунниты уходили в западные внутренние районы Ширвана, находившиеся под властью Хаджи-Давуда. В свою очередь шииты и армяне покидали Ширванское ханство и переселялись в районы, занятые Россией.
В 1727 году Хаджи-Давуд второй раз начал переговоры с Россией. Однако русские снова отказали Хаджи-Давуду в поддержке, мотивируя это нежеланием нарушать договор с Турцией. Вскоре русские войска под командованием генерала Румянцева взяли штурмом крепость Тенге (Сабрум), основанную Хаджи-Давудом в 1720 году на берегу реки Белбеле, в 40 верстах от Каспийского моря. Обороной крепости руководил сын Хаджи-Давуда Сулейман-бек.
В том же году шах Тахмасп II, через муганского султана, обратился к Хаджи-Давуду с предложением вступить в союзнические отношения. Хаджи-Давуд, хотя и нуждался в союзниках, ответил шаху отказом. Вскоре о попытке шаха привлечь на свою сторону Хаджи-Дауда стало известно командованию русских войск.
В мае 1728 года Хаджи-Давуд был приглашён турецким султаном на переговоры в Гянджу. Хаджи-Давуд принял это приглашение и прибыл туда вместе с семьёй, включая четырёх сыновей и двух братьев, и приближёнными. Однако его стремление к самостоятельности и неуправляемость пугали турецкие власти, поэтому по прибытии в Гянджу он был взят под стражу и 5 октября, вместе с семьёй и приближёнными, вывезен в Турцию. Первоначально был сослан на Родос, а затем в Гелиболу. По другим данным Хаджи-Давуд был сослан на Кипр. Умер примерно в 1735—1736 годах.